# Famille Scrive
La famille Scrive est une famille d'ancienne bourgeoisie, originaire de Lille, qui s'illustra, à partir du XIXe siècle, dans la mécanisation et l'industrialisation de la production textile, participant à la fondation puis à la direction de la Société civile des Mines de Lens.

## Historique

### Origines
Peut-être issue d'Italie, la famille Scrive se serait installée à la fin du Moyen Âge à Bruxelles, où on la retrouve sous le patronyme flamand Srieck.
Vers la fin du XVe siècle, Pierre Scrieck (1465-1535), orfèvre, se serait déplacé à Lille, alors capitale économique des Etats de Bourgogne. Il est le premier ancêtre connu des Scrive lillois.
Au XVIIIe siècle, après le rattachement définitif au royaume de France, le nom de famille se francise en Scrive.
Les Scrive font alors partie de la haute bourgeoisie de Lille, donnant de riches marchands, des notaires, des procureurs...
Fils d'Hubert Scrive-Dury (1680-1755), jurisconsulte, subdélégué de l'intendance à Lille, Albert Scrive (1754-1803) est élu, le 25 germinal an V, député du Nord au Conseil des Cinq-Cents, prenant place parmi les modernes, avant de rallier Bonaparte le 18 brumaire et de devenir sous-préfet de Lille.
Son cousin, le négociant lillois Désiré Scrive (1757-1808), marchand-fripier à Lille, qui avait, sous l'Ancien Régime, exploité un négoce de gros, fonde, de son côté, en 1795 une fabrique de rubans de cardes pour la filature de coton. Avec son épouse Marie Catherine Périez (1761-1833), il est à l'origine d'une lignée féconde, qui s'illustrera particulièrement dans l'industrie, le commerce et la finance.

### Activités industrielles et financières

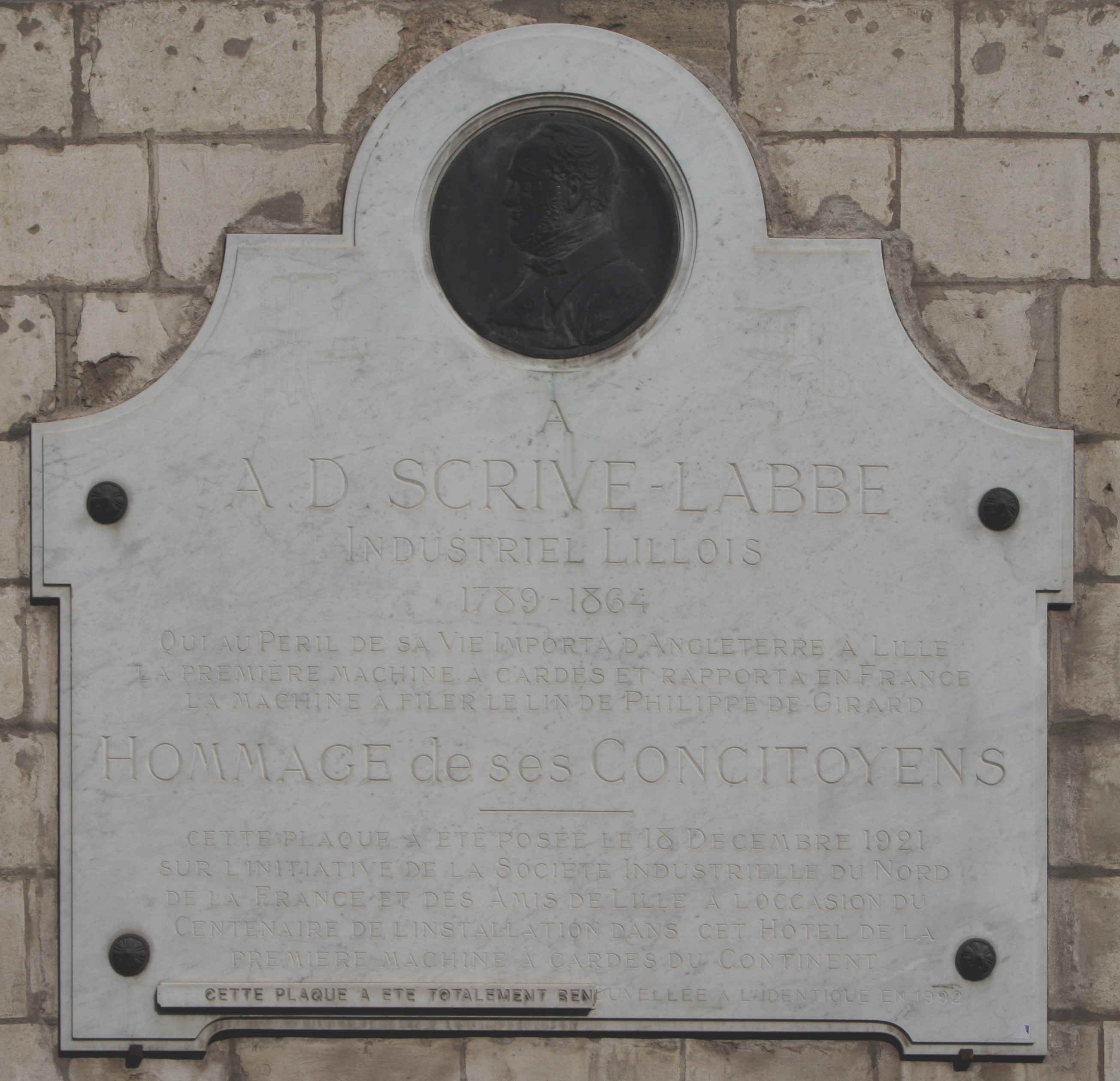
Antoine Scrive-Labbe : Mise en œuvre de la première machine à carder en France et de la machine à filer le lin de Philippe de Girard, rue du Lombard (Lille).

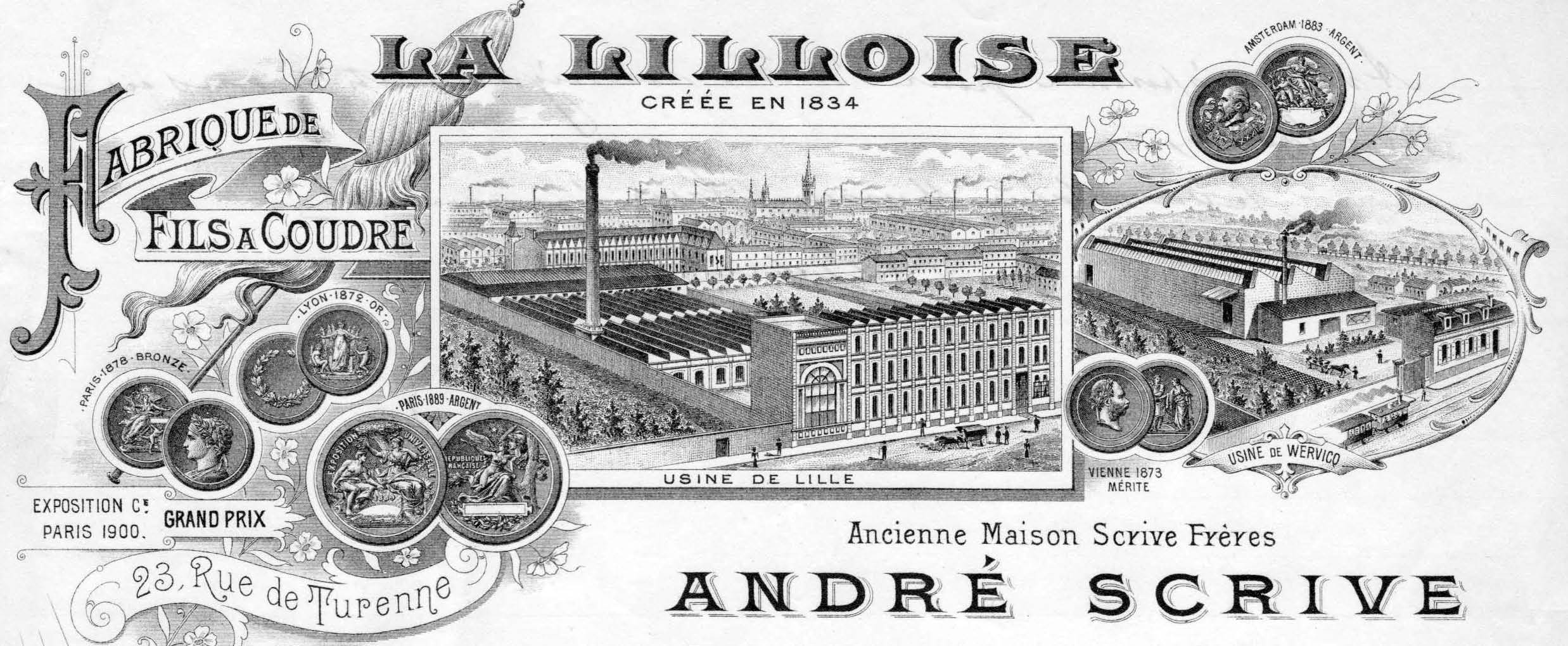
Gravure d'en-tête de la correspondance de la société La Lilloise en 1907.

En 1795, le négociant Joseph-Désiré Scrive (1757-1808) fonde une manufacture de cardes que ses fils Désiré-Antoine Scrive-Crespel (1783-1826) et Antoine-Désiré Scrive-Labbe (1789-1864) reprendront à sa mort. C'est l'origine de la société Scrive Frères créée en 1834.
Antoine Scrive-Labbe sauve l'industrie textile lilloise au début du XIXe siècle par l'introduction de la mécanisation dans la fabrication des cardes, puis en 1835 réintroduit en France la machine à filer le lin inventée par Philippe de Girard. Citons également son rôle dans la création de la Société civile des mines de Lens, dont elle fut un temps l'un des actionnaires majoritaires (la fosse no 5 des mines lensoises portait le nom d'Antoine Scrive-Labbe), ou encore le rôle qu'elle tint dans l'administration du Crédit du Nord. Elle commandita également un quotidien régional aujourd'hui disparu : La Dépêche.
La société Scrive Frères devient une grande société formée entre les six frères Scrive, nés du mariage d'Antoine Joseph Désiré Scrive et d'Henriette Désirée Labbe. En 1855, elle comprend 1 500 ouvriers dans cinq établissements de filature et tissage et 50 ouvriers dans la fabrique de cardes. Elle est dissoute en 1864.
La filature La lilloise, des frères André et Paul Scrive, tous deux diplômés de l'École des arts industriels et des mines (École centrale de Lille), petits fils d'Antoine Scrive-Labbe et fils d'Édouard Scrive-Debuchy, est l'une des héritières de Scrive Frères.
Le 27 août 1909, Fernand Scrive teste les premiers vols humains, ce que l’on appellerait aujourd’hui « planeur », dans la cour de son usine lilloise puis sur un terrain à Wasquehal,.
La disparition progressive du nom des Scrive, au XXe siècle, des registres de l'industrie, est essentiellement liée aux diverses crises que connurent les activités qui avaient précédemment assuré leur prospérité, qu'il s'agisse de l'industrie du lin, progressivement remplacé par le coton, ou de la nationalisation des charbonnages par la loi du 17 mai 1946. La F.A.C.E.N., aujourd'hui filiale du groupe « Rexel », leader mondial de la distribution de matériel électrique, est la dernière entreprise existante historiquement fondée et administrée par les Scrive.
Les Scrive se mêlèrent peu de politique à l'échelle du pays — encore que Laure Scrive, la fille d'Antoine Scrive-Labbe, épousât en 1837 le fils du futur sénateur comte Auguste Mimerel, puissant filateur roubaisien — on l'avait surnommé le « vice-roi du Nord » — qui tint sous le Second Empire le rôle officieux et généralement ignoré de chef du patronat français. Il convient aussi de noter leurs liens d'amitié avec Adolphe Thiers, et leur refus déterminé du libre-échange. Ils exercèrent quelques mandats locaux, souvent de conseillers généraux ou municipaux ; de plus, Gustave Scrive-Thiriez fut élu maire de la Madeleine en 1936, ce qui le plaça dans la position délicate d'avoir à administrer la ville sous l'occupation allemande.

### Vie sociale et mécénat

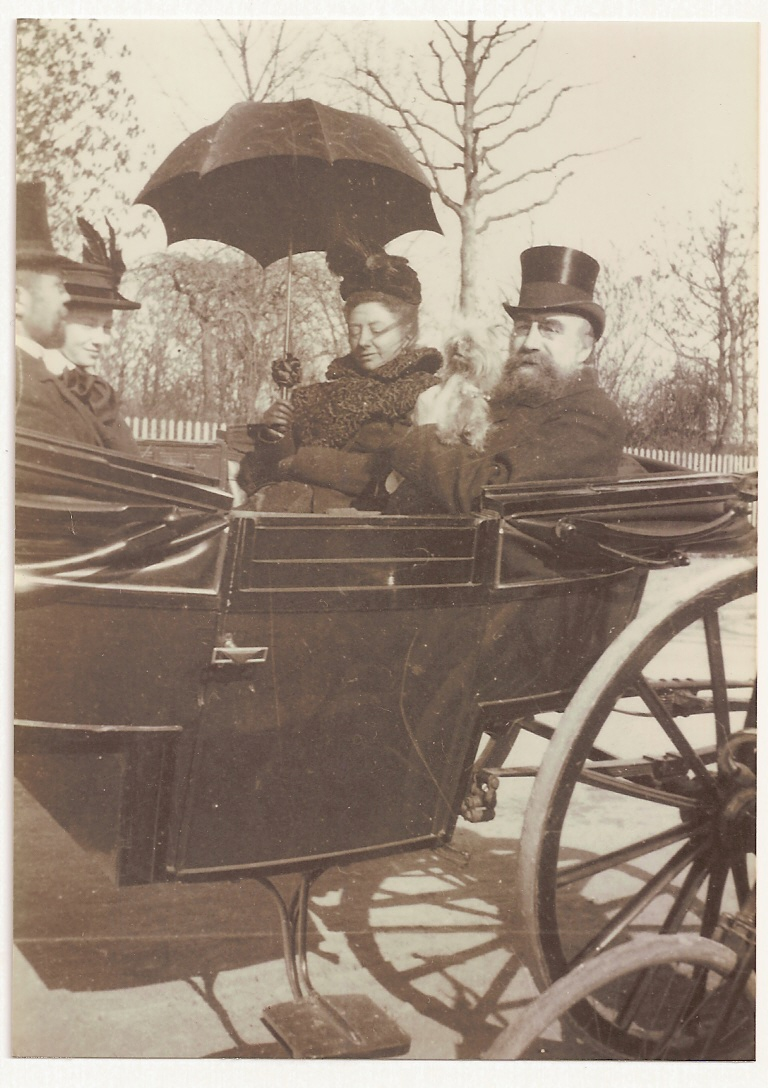
M. et Mme Scrive-Paulis en landau (1895). Albert Scrive-Paulis transféra l'usine de cardes de Lille à Marcq-en-Barœul.

Malgré ou à cause des œuvres philanthropiques qu'elle soutint ou créa, comme la cité ouvrière de Marcq-en-Barœul, construite en 1854 par l'architecte Tierce, et toujours existante, Paul Lafargue, député de la 1re circonscription de Lille de 1891 à 1893, et gendre de Marx, l'attaqua vivement dans son célèbre Droit à la paresse.

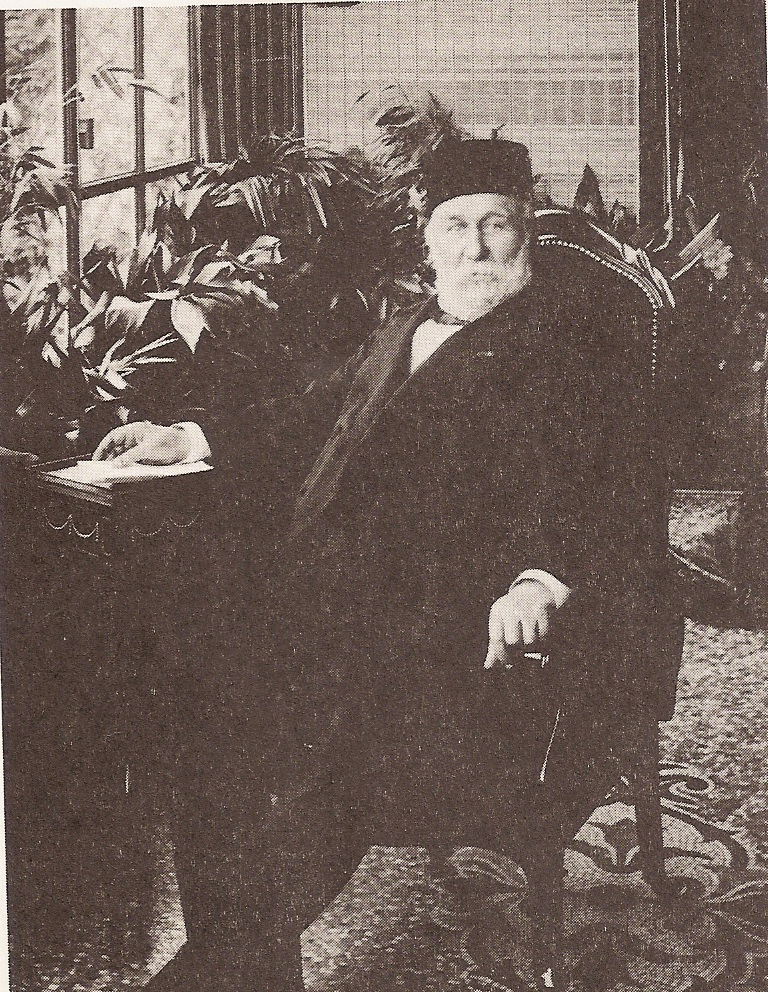
Jules Scrive-Briansiaux de Milleville, deuxième fils d'Antoine Scrive-Labbe.

Les Scrive reçurent à Lille, en leur hôtel particulier de la rue du Lombard, la visite de plusieurs souverains curieux des progrès de l'industrie. Ce fut Charles X en 1827, Louis-Philippe Ier et la reine Marie-Amélie de Bourbon-Siciles en 1833, accompagnés de Léopold Ier et Louise d'Orléans, roi et reine des Belges ; puis, en 1853 et 1868, Napoléon III. Ils accueillirent également des écrivains et des artistes : Victor Hugo, Chopin, Saint-Saëns, Massenet, le violoniste et compositeur Eugène Ysaÿe, Eugénie-Émilie Juliette Folville, les pianistes Alfred Cortot et Francis Planté, Raoul Pugno, Paul Viardot, Alphonse Hasselmans, professeur de harpe au Conservatoire de Paris, le violoniste et chef d'orchestre Pierre Sechiari, les sculpteurs Antoine Laurent Dantan, Théophile Bra et Théodore Rivière, et d'autres personnages comme Don Bosco, le fondateur de la congrégation des Salésiens.

### L'hôtel Scrive à Lille

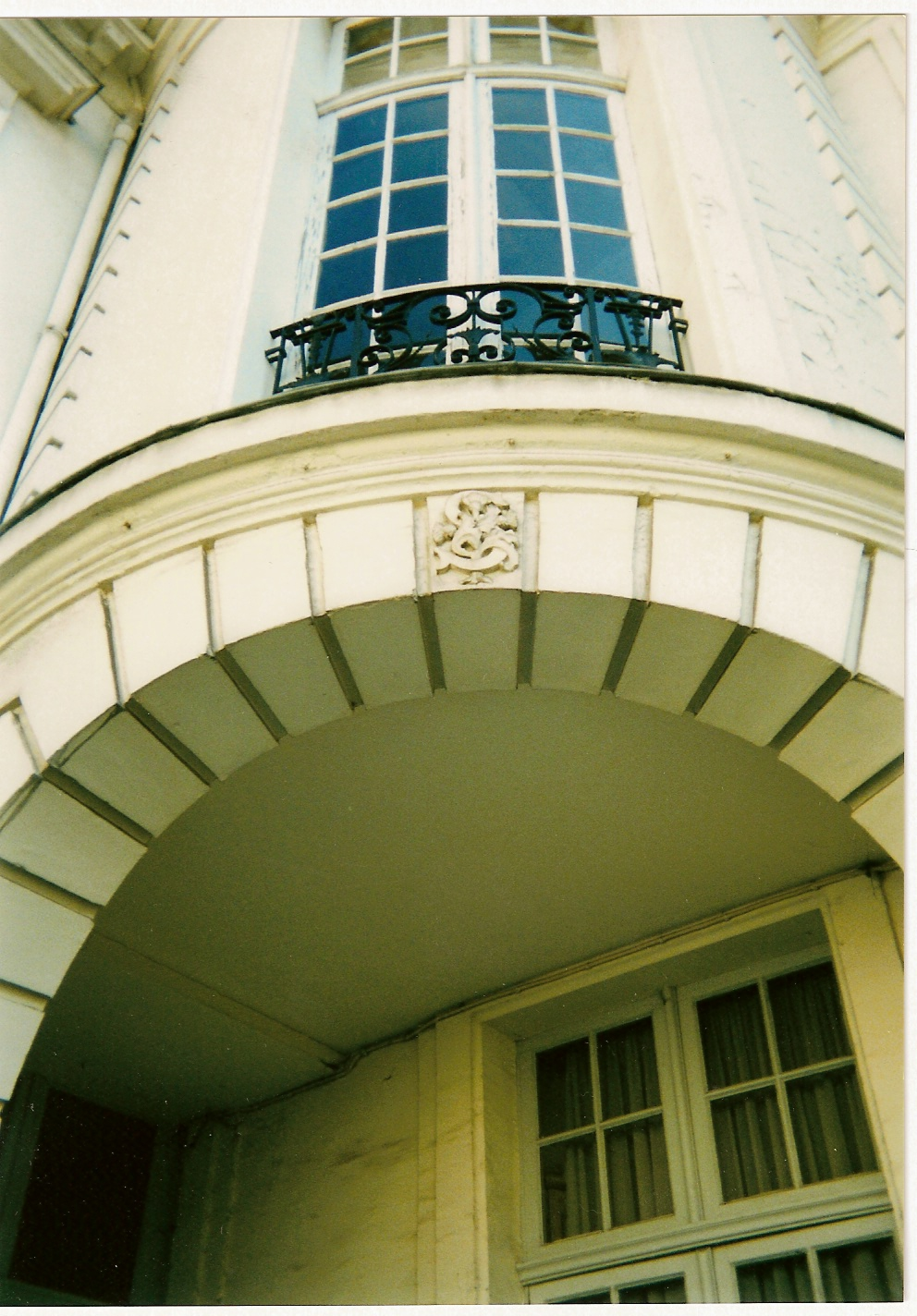
L'hôtel Scrive, rue du Lombard (Lille) : la tourelle raccordant l'aile de l'horloge à l'aile de la manufacture.

L'hôtel particulier des Scrive, communément appelé « Hôtel Scrive », sis à Lille au 1, rue du Lombard, date essentiellement du XIXe siècle ; il comprend cependant des parties plus anciennes (XVIIe et XVIIIe siècles), et certains aménagements intérieurs datent de la Belle Époque — quand ils ne sont pas plus récents encore. En 1976, il fut cédé par ses derniers occupants à l'État, qui y installa le siège de la Direction régionale des affaires culturelles (DRAC) du Nord-Pas-de-Calais. Il ouvre chaque année ses portes aux visiteurs lors des Journées européennes du patrimoine : on peut y admirer, entre autres, une surprenante salle de bain Art déco, devenue le secrétariat de la direction, ou encore une réplique au 7/9e de la bibliothèque du château de Malmaison due à Olivié Scrive-Masure, qui y fit installer, outre sa bibliothèque personnelle, des meubles de Bellanger achetés par son grand-père, Henri Scrive-Briansiaux de Milleville, qui provenaient du château si cher à l'impératrice Joséphine.
Comme les autres grandes familles lilloises, les Scrive ont apporté leur contribution à l'embellissement et au développement artistique de la cité. Ainsi peut-on voir, au Palais des Beaux-Arts, une partie de la collection Ozenfant-Scrive,, composée de pièces d'orfèvrerie médiévale ; de même, si l'évêché de Lille est installé depuis 1905 dans l'ancien hôtel de l'Intendance, chef-d'œuvre néo-classique dû à Michel-Joseph Lequeux, c'est à la générosité de la comtesse Paul Boselli, née Scrive, qu'il le doit.
Un autre bâtiment porte le nom de Scrive : l'actuelle annexe de la préfecture de Lille, 12, rue Jean-sans-Peur occupe les bâtiments d'un ancien couvent de jésuites où se trouvait le Centre hospitalier des Armées Gaspard-Scrive, ainsi nommé, en 1913, pour honorer la mémoire de Gaspard-Léonard Scrive. Il fut, en tant que chirurgien militaire et médecin-chef du corps expéditionnaire français durant la guerre de Crimée, l'expérimentateur et le propagateur de l'anesthésie au chloroforme. On peut y admirer un spectaculaire escalier à double révolution (l'un des trois qui existent en France) datant de l'époque de l'occupation du lieu par les jésuites.

### Demeures historiques

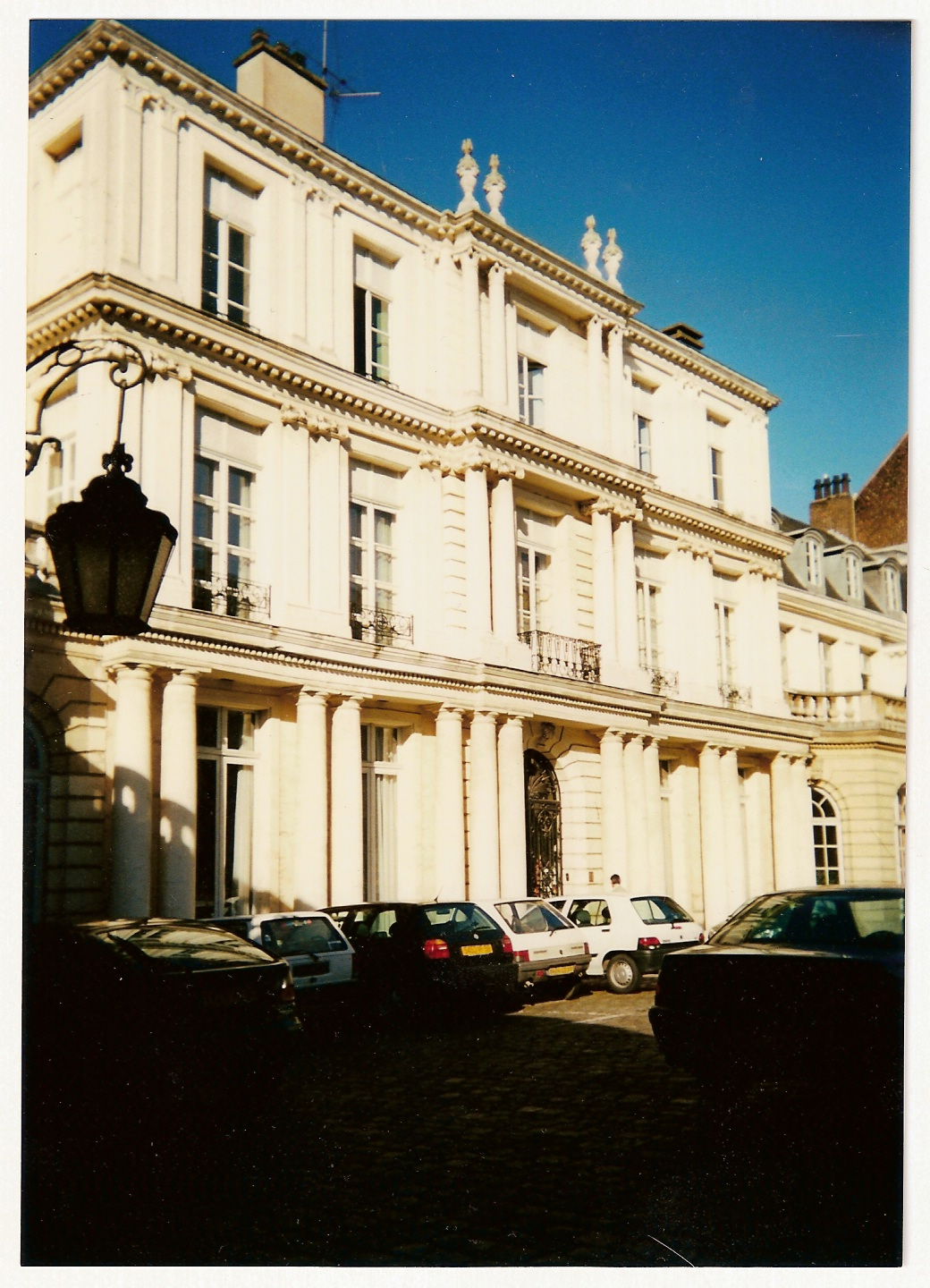
Hôtel Scrive : l'aile du logis.

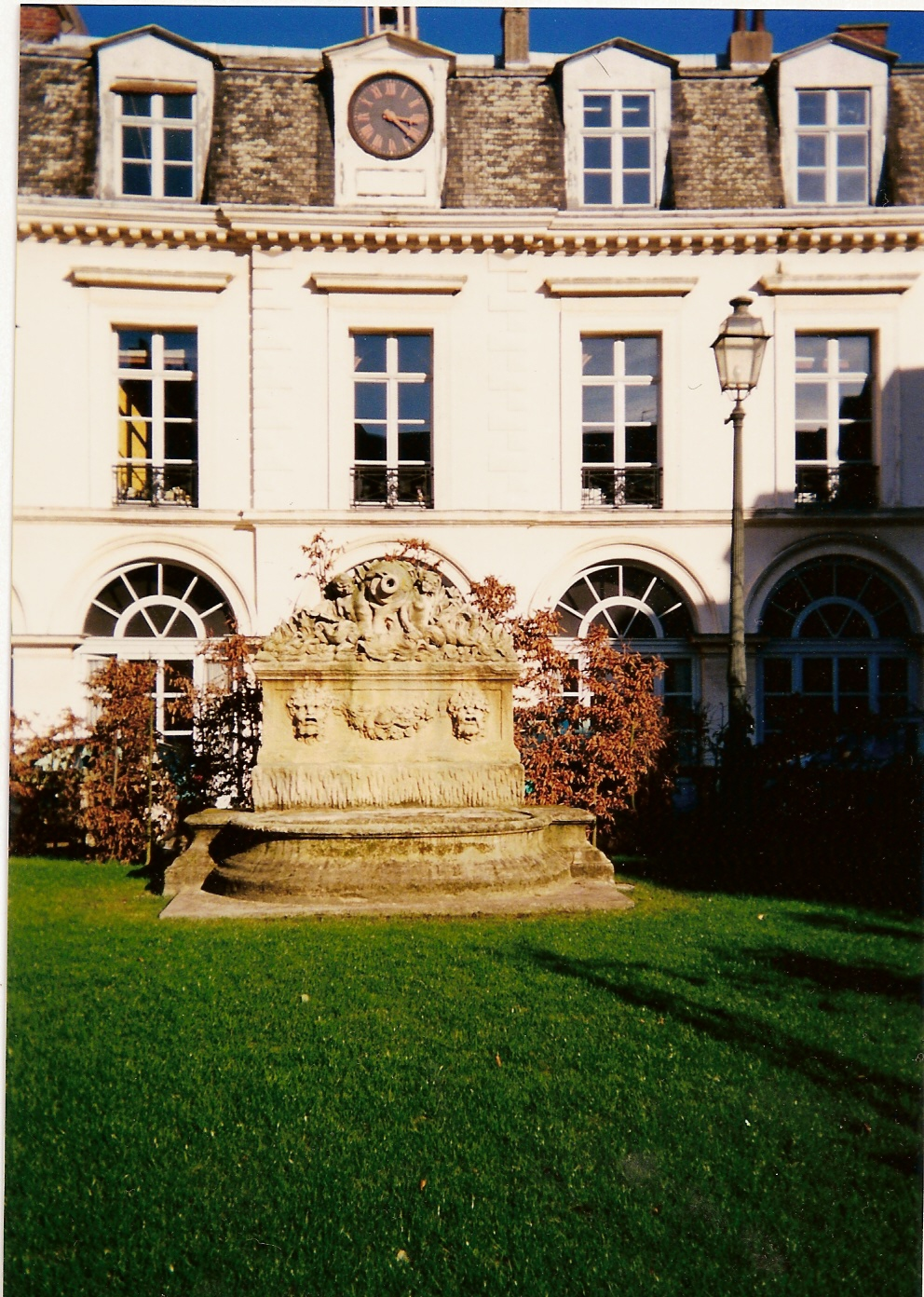
Hôtel Scrive : l'aile de l'horloge.

Deux autres demeures historiques ayant temporairement appartenu aux Scrive méritent également d'être mentionnées, en plus de quelques châteaux (château du Buat dans les Yvelines, château de la Pilaterie dans le Nord, château de Montaclier dans le Puy-de-Dôme, château de Candes en Tarn-et-Garonne).
D'abord, l'Hôtel d'Ailly d'Aigremont, aujourd'hui résidence du général commandant la Force d'Action terrestre du territoire national, qui appartint à Antoine Scrive-Loyer : selon une anecdote, c'est le général de Gaulle lui-même qui en aurait demandé l'acquisition par l'armée en 1945 : il se rappelait les soirées qu'il y avait passées dans sa jeunesse. Et M. et Mme Olivié Scrive-Masure accueillirent le même général en 1940, dans le Palais Rose du Vésinet, célèbre pastiche du Grand Trianon édifié au début du XXe siècle, qui fut tour à tour propriété du dandy Robert de Montesquiou et de l'excentrique marquise Casati, aux créanciers de laquelle les Scrive l'achetèrent en 1936, pour s'en séparer dans les années soixante-dix : l'un des derniers rêves de Joséphine Baker fut, dit-on, d'acquérir cette coûteuse folie fin-de-siècle.
La collection Descamps-Scrive, bien connue des bibliophiles, dispersée à la Galerie Petit (Paris) en novembre 1925, fut constituée par René Descamps-Scrive (1853-1924) et sa femme Claire Scrive (1857-1926). On leur doit une édition définitive  et posthume  des Trophées de José-Maria de Heredia, illustrée par Luc-Olivier Merson.

## Filiation simplifiée
L'arborescence ci-dessous donne une filiation simplifiée de la famille Scrive.
- Alexandre Joseph Scrive (1719-1787) épouse en 1748 Marie Rose Binon
  - Joseph-Désiré Scrive (1757-1808) épouse en 1787 Marie Catherine Périez (1761-1833)
    - Antoine Désiré Scrive (1783-1826) épouse en 1816 Charlotte Philippine Joseph Crespel (1796-1875)
    - Antoine Joseph Désiré Scrive (1789-1864) épouse en 1811 Henriette Désirée Labbe (1794-1869)
      - Ignace Henri Désiré Scrive (1812-1895) épouse en 1835 Marie-Joseph Bigo
        - Gustave Louis Désiré Scrive (1839-1920) épouse en 1872 Cécile Valérie Marie Gloxin
          - Gustave Omer Désiré Scrive (1880-1967) épouse en 1907 Marie-Louise Thiriez

      - Jules César Désiré Scrive (1813-1885) épouse en 1836 Emilie Dominique Briansiaux de Milleville
      - Henri Amédée Joseph Scrive (1815-1881) épouse en 1841 Louise Joséphine Briansiaux (1822-1895)
        - Jules Émile Scrive (1837-1898) épouse en 1866 Mathilde Suzanne Loyer (1847-1889) puis en 1891 en Belgique, Lucie Marie Nathalie Ghislaine de Negri (1852-1936)
        - Henriette Émilie Antoinette Scrive (1842-1867) épouse en 1863 Augustin François Ozenfant (1834-1894)
        - Georges Scrive (1843-1898) épouse en 1865 Nelly Lisnard (1846-1922)
          - Olivié Léon Marie Scrive (1879-1955) épouse en 1903 Marie-Sophie-Ambroisine-Joseph Masure

        - Albert Émile Auguste Scrive (1846-1899) épouse en 1871 Marie-Emélie Adélaïde Paulis (1852-1933)
          - Fernand Yvan Georges Scrive (1879-1917) épouse en 1913 Marguerite Marie-Henriette Joséphine Vigin

      - Laure Henriette Marie Anne Scrive (1817-1863) épouse en 1837 Antoine Auguste Édouard Mimerel, fils du futur sénateur comte Auguste Mimerel
      - Édouard Aimé Antoine Scrive dit Édouard Scrive-Debuchy (1819-1890) épouse en 1843 Pauline Françoise Victoire Debuchy (1826-1881)
        - André François Marie Scrive (1850-1928) épouse en 1877 Marie Clémence Joséphine Dumon (1858-1945)
        - Paul Ferdinand Scrive (1846-1919) épouse en 1872 Nelly Henriette Viseur

      - Auguste Léon Scrive (1820-1893) épouse en 1845 Mélanie Léonie Wallaert (1827-1898)
        - Marie Léonie Scrive (1846-1918) épouse en 1867 Priamar Paul Fernand Boselli

      - Émile Charles Scrive (1825-1885) épouse en 1849 Clémence Eugénie Arsène Debuchy (1831-1899)
        - Claire Sophie Léonie Scrive (1857-1926) épouse en 1877 René Descamps (1853-1924)

      - Emma Julie Laure Scrive (1828-1843)
      - Eugène Charles Amédé Scrive (1830-1835)

## Personnalités
- Hubert Scrive-Dury (1680-1755), jurisconsulte, subdélégué de l'intendance à Lille, conservateur des hypothèques.
- Albert Scrive (1754-1803), membre du Conseil des Cinq-Cents, sous-préfet de Lille.
- Désiré Scrive (1757-1808), marchand-fripier puis fabricant manufacturier de cardes
- Antoine Scrive-Labbe (1789-1864), industriel lillois, chevalier de la Légion d'Honneur. Il introduisit la mécanisation dans la fabrication des cardes, puis la machine à filer dans les manufactures de tissage de lin.
- Jules-César-Désiré Scrive (1813-1881), industriel du textile, chevalier de la Légion d'Honneur.
- Gaspard-Léonard Scrive (1815-1861), chirurgien militaire, officier de la Légion d'Honneur. Il fut l'un des précurseurs de l'anesthésie médicale.
- Jules-Emile Scrive (1837-1898), industriel et mécène[15].
- Jules-Henri Scrive-Loyer (1872-1937), industriel, fondateur du Crédit immobilier de Lille, président de la commission départementale des sites et monuments et de la Commission historique du Nord.
- Philippe Scrive (né en 1927), sculpteur franco-canadien[16].

## Armoiries
Les armoiries anciennes de la famille Scrive, telles que décrites par l'armorial de 1696, sont les suivantes : coupé d'azur et d'argent, au lion coupe de l'un dans l'autre, lampassé de gueules, adextré en chef d'un croissant d'argent.
Les armes modernes de la famille, adoptées au XIXe siècle, sont les suivantes : de sinople au S d'or, accompagné de trois chardons du même, deux en chef et un en pointe.

## Hommages
L'Hôpital militaire Scrive a été nommé en hommage à Gaspard-Léonard Scrive, chirurgien militaire et précurseur de l'anesthésie.
Plusieurs municipalités ont voulu rendre hommage à la famille :
- rue Gustave Scrive à La Madeleine, en hommage à Gustave Scrive, maire de La Madeleine dans les années 1930[17] ;
- rue Scrive à Marcq-en-Barœul où se trouvent les cités Scrive créées par les frères Scrive en 1854[18].

## Pour approfondir